# سیارک ۳۲۷۷
سیارک ۳۲۷۷ (به انگلیسی: 3277 Aaronson، نامگذاری:1984AF1) سه هزار و دویست و هفتاد و هفتمین سیارک کشف شده‌است که در ۸ ژانویه ۱۹۸۴ کشف شد.
قدر مطلق سیارک برابر ۱۱٫۳۰ است.